# 6tトラック

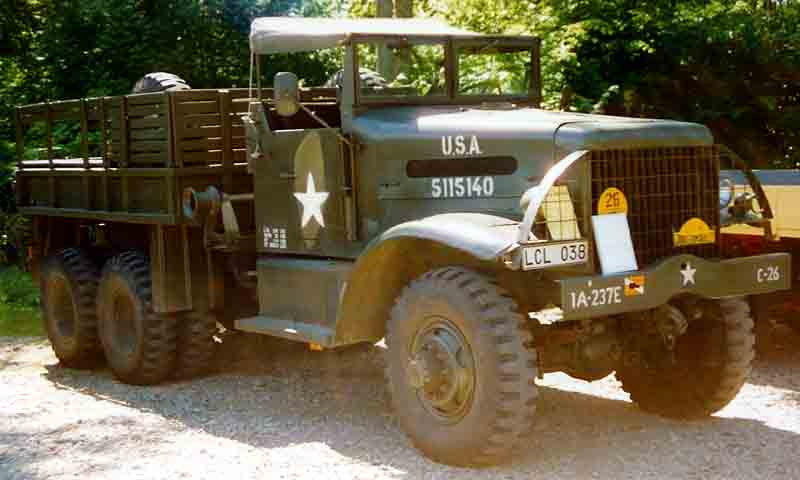
ホワイト 666トラック

6tトラック（ろくトントラック）は、自衛隊がかつて運用していた積載量6トンのトラックである。 2トン半トラックや4tトラックなどと共に、自衛隊の代表的な大型トラックであった。製造元は三菱自動車工業。

## 概要
このクラスのトラックは、主に特科や高射特科での火砲牽引や、施設科などの特殊用途車両のベースに使われた。本車よりも以前の大型トラックとしては、警察予備隊創設の際にブロックウェイ社製トラックや、ホワイト社製のタイプ666などが供与されていた。しかし、これらは供与数が少なく、需要を満たしきれないため早期から大型トラックの国産化が進められた。
6tトラックは三菱自動車工業が生産を担当することになり、同社の民間向けトラックを一部手直ししたうえで生産し納入していた。国産のものは、1953年から保安隊および自衛隊で運用されたW12シリーズが初である。初期には供与車両に合わせてガソリンエンジンを搭載していたが、後にディーゼルエンジン搭載に変更されている。ガソリン車は早々に退役していったものの、ディーゼル車では、導板橋トラックといった支援車両型が1970年代後半まで使用されていた。
次いで1967年から生産されたW121シリーズは、民間向けの6W型10tトラックを自衛隊向けに改良したものであるため、歴代の自衛隊トラックで事実上最大のものであった。にもかかわらず分類が6tであるのは、不整地での走行を考えて実際の積載量より小さい区分を行っているからである。こうした処置は海外の軍隊や民間の一部でも行われている。また民生用トラックの流用であったため、モデルチェンジを反映して車体のデザインが大きく変化する特徴もあった。その後、74式特大型トラックが採用されたことで、6tという分類のトラックは姿を消していった。

## 派生型
73式特大型セミトレーラのトラクターのほか、大型レッカー車や導板橋トラックなど、重量物を扱う特殊車両のベースとして広く使われた。